# Јуз Алешковски
Јосиф Ефимович Алешковски (рус. Ио́сиф Ефи́мович Алешко́вский), познат као Јуз Алешковски (Краснојарск, 21. септембар 1929 — Тампа, 21. март 2022) био је савремени руски писац, песник, драматург и извођач сопствених песама.

## Биографија
Јуз Алешковски је рођен у Краснојарску 1929. године, када је његова руска јеврејска породица тамо кратко боравила због очевог посла. Три месеца касније његова породица се вратила у Москву. Његово средњошколско образовање је прекинуто због евакуације породице током Другог светског рата.
Године 1949. Алешковски је позван у совјетску морнарицу, али је због кршења дисциплинског кодекса морао да служи четири године затвора (1950–1953). Након што је одслужио казну, Алешковски се вратио у Москву и почео да пише књиге за децу.
Алешковски је такође писао песме и изводио их. Неке од њих, посебно Друже Стаљине, ти си велики научник (Товарищ Сталин, вы большой ученый) и Окурочек (Мали опушак), постале су изузетно популарне у Совјетском Савезу и сматрају се народним класицима.
Алешковски је такође писао сценарије за филмове и телевизију и примљен је у Савез совјетских писаца.
Од самог почетка своје каријере, Алешковски није компромитовао своје писање како би био у складу са званичном совјетском доктрином, па су из тог разлога његове новеле и романи били доступни само у самиздату. Неке од његових песама уврштене су у субверзивни самоиздавачки алманах Метропол (1979).
Без наде да ће бити званично објављен у Совјетском Савезу, Алешковски је емигрирао на Запад 1979. и чекао своју визу за улазак у Сједињене Америчке Државе у Француској и Аустрији. Следеће године га је позвао Универзитет Веслијан и тим поводом се настанио у Мидлтауну, где је живео и служио као гостујући руски емигрантски писац у Веслијановом руском одељењу. Године 1987. добио је Гугенхајмову стипендију за белетристику. Године 2002. Алешковски је освојио Пушкинску награду.

## Стил писања
Алешковски је имао изразит стил писања - комбинацију сказа и сатире совјетских друштвених или научних експеримената. Већина његових списа је дубоко духовита. Новела Николај Николајевич исмева совјетску глупост у псеудонаучним биолошким експериментима. Његов роман Кенгур прича причу о старом лопову и његовим искушењима током суђења из стаљинистичке ере ; Сам Јосиф Стаљин је лик. Други суштински елемент стила Алешковског је фантазија и гротеска. Његов роман Рука дефинише совјетску комунистичку доктрину као модерну представу апсолутног зла.
Књига последњих речи бави се суштинском темом руске књижевности, "проблемом малог човека" - тешкоћом друштвене егзистенције једноставног, али поштеног човека. Тему је започео Николај Гогољ, а даље је појачао и драматизовао Фјодор Достојевски, између осталих.
Алешковски је био један од првих који је у свом писању користио псовке. Његова најпознатија и најцењенија дела су његове антистаљинистичке песме, које су постале део урбане народне традиције у Совјетском Савезу, а неки чак погрешно сматрају да су анонимне.

## Радови

### Романи
- Николај Николајевич (написано 1970, објављено 1980)
- Кенгур (написано 1974-75, објављено 1981)
- Рука (написано 1978-80, објављено 1980)
- Камуфлажа (1978)
- Вртешка (1979)
- Скромна плава марама (1981)
- Смрт у Москви (1983)
- Руру (1985)
- Флеа Танго (1987)
- Прстен у футроли (1991)
- Претпоследњи живот (2009)
- Мали затворски роман (2011)

### Кратке приче
- Књига последњих речи - 35 злочина (збирка, Вермонт 1984)

### Сценарио
- Шта ти се дешава?  (1975)
- Киш, две торбе и цела недеља (1974)
- Несрећа (1974)
- Ево мог села (1972)

### Дечији романи
- Киш, две торбе и цела недеља
- Киш и ја у Криму (1975)

### Остала дела
- Антологија руске сатире и хумора (Vol 8)
- Сабрана дела (3 издања до данас)

### Преведено наенглески
- Nikolai Nikolaevich and Camouflage: Two Novels, Columbia University Press, 2019 (The Russian Library). Превео Дафилд Вајт. Уредила Сузан Фусо.